# Gyretes parvulus
Gyretes parvulus là một loài bọ cánh cứng trong họ van Gyrinidae. Loài này được Laboulbène miêu tả khoa học năm 1853.